# マレク・ヤンクロフスキ
マレク・ヤンクロフスキ（Marek Jankulovski, 1977年5月9日 - ）はチェコ、オストラヴァ出身の元サッカー選手。父親はマケドニア人、母親はチェコ人。ポジションはディフェンダーもしくはミッドフィールダー。元チェコ代表。

## 経歴
チェコU-21代表で2000年のUEFA U-21欧州選手権2000準優勝を経験し、シドニー五輪代表、チェコA代表にも選ばれた。本職は左サイドハーフであったが、左サイドバックやボランチもこなせるユーティリティープレーヤーであった。

### クラブ
17歳の時にFCバニーク・オストラヴァでプロデビュー。
2004-05シーズンはウディネーゼ・カルチョの主力メンバーとして、セリエAでUEFAチャンピオンズリーグ圏内の4位となる。翌シーズンに加入することが内定していたACミランとの一戦では、オウンゴールをしている。
2005-06シーズンから、ACミランでプレー。
2006-07シーズンのUEFAチャンピオンズリーグの決勝の舞台では先発出場し、優勝に貢献した。
2007年のUEFAスーパーカップでは、アンドレア・ピルロのロングパスをボレーシュートで叩き込む同点ゴールをあげ、セビージャFCとの大会勝利に貢献した。
2009-10シーズンは怪我の影響もあり、出場機会が激減。
2010-11シーズンはリーグ出場数が5試合とさらに減少、チームは7シーズンぶりのスクデット獲得を果たしたものの、同シーズン終了後に公式HP上で現役引退を発表した。
2011年10月に古巣のFCバニーク・オストラヴァで現役に復帰した。2012年2月20日に現役引退を表明。

### チェコ代表
2000年チェコU-21代表にて、UEFA U-21欧州選手権2000準優勝。
2006年、FIFAワールドカップに参加。
2008年8月20日、ウェンブリーにて行われたイングランド代表との一戦では、ファーサイドに素晴らしいフリーキックを決めた。
2009年10月14日のW杯予選・北アイルランド戦でチェコのW杯出場が消えたことを受け、試合後に代表引退を表明した。
ユーロでは、2000, 2004, 2008年の計3大会に参加している。

## エピソード
- ACミラン退団時のミランの公式サイト上にて、「マルディーニ、コスタクルタ、ルイ・コスタ、カカ、スタム、ロナウジーニョ、ロナウド、パト、ロビーニョみたいな選手たちと一緒にプレイ、チームメイトなんて夢のようだった。クラブは、契約が満了となってもここで回復するまでリハビリできると言ってくれた。これはこのクラブがいかにグランデであるかを今回もまた示してくれた。」と語った。

## 代表歴

### 出場大会
- チェコ代表
  - 2006 FIFAワールドカップ

### 試合数
- 国際Aマッチ 78試合 12得点（2000年-2009年）[2]

| チェコ代表 | 国際Aマッチ | 国際Aマッチ |
| 年         | 出場        | 得点        |
| ---------- | ----------- | ----------- |
| 2000       | 4           | 0           |
| 2001       | 7           | 2           |
| 2002       | 5           | 1           |
| 2003       | 8           | 3           |
| 2004       | 14          | 0           |
| 2005       | 6           | 1           |
| 2006       | 12          | 1           |
| 2007       | 6           | 2           |
| 2008       | 10          | 1           |
| 2009       | 6           | 1           |
| 通算       | 78          | 12          |

## タイトル

### クラブ
ACミラン
- UEFAチャンピオンズリーグ : 2006-07
- UEFAスーパーカップ : 2007
- FIFAクラブワールドカップ : 2007
- セリエA : 2010-11

### 個人
- チェコ最優秀選手 : 2007